# Boppard
Boppard (en allemand : /ˈbɔpaʁt/ ? Écouter [Fiche]) est une ville sur la rive gauche du Rhin, en face des châteaux-forts nommés les frères ennemis Liebenstein et Sterrenberg, au sud de Coblence dans le Land de Rhénanie-Palatinat en Allemagne.
La création de la ville remonte à l'époque celtique où son nom était Boudobriga , c'est-à-dire « la forteresse de la victoire ». Fortification romaine au IVe siècle.
Boppard était au Moyen Âge une ville impériale libre.

## Histoire
| Appartenances historiques Saint-Empire (Ville libre) 1056-1327 Électorat de Trèves 1327-1797 République cisrhénane (Rhin-et-Moselle) 1797-1802 République française (Rhin-et-Moselle) 1802-1804 Empire français (Rhin-et-Moselle) 1804-1813 Royaume de Prusse (Grand-duché du Bas-Rhin) 1815-1822 Royaume de Prusse (Province de Rhénanie) 1822-1918 République de Weimar 1918-1933 Reich allemand 1933-1945 Allemagne occupée 1945-1949 Allemagne 1949-présent |

## Géographie
Boppard se trouve dans la vallée du Haut-Rhin moyen, à 22 km de Coblence. Cette vallée encaissée longue de 17 km, qui a été creusée par le Rhin, est classée depuis 2002 au Patrimoine mondial de l'UNESCO. Elle dessine les limites orientales de la commune : faubourgs de Hirzenach, Bad Salzig et Boppard.
Au nord de Boppard, le Rhin décrit son plus grand méandre : le Bopparder Hamm, toponyme qui, localement, sert plutôt à désigner le vignoble local. Un belvédère surplombe ce méandre : le Vierseenblick, qui doit son nom au fait que deux collines découpent l'horizon de telle façon que le Rhin prend l'aspect de quatre lacs. Le bois de Boppard s'étend sur 43,6 km2, ce qui en fait la deuxième plus grande forêt de Rhénanie-Palatinat.
Selon le Service Fédéral de Cartographie et de Géodésie, Boppard se dresse à une altitude de 74 m ; mais le point culminant de la commune, la Fleckertshöhe, a une altitude de 531 m.
Depuis 1969, Boppard est rattachée à l'arrondissement de Rhin-Hunsrück, dont elle forme le district le plus septentrional.

## Monuments

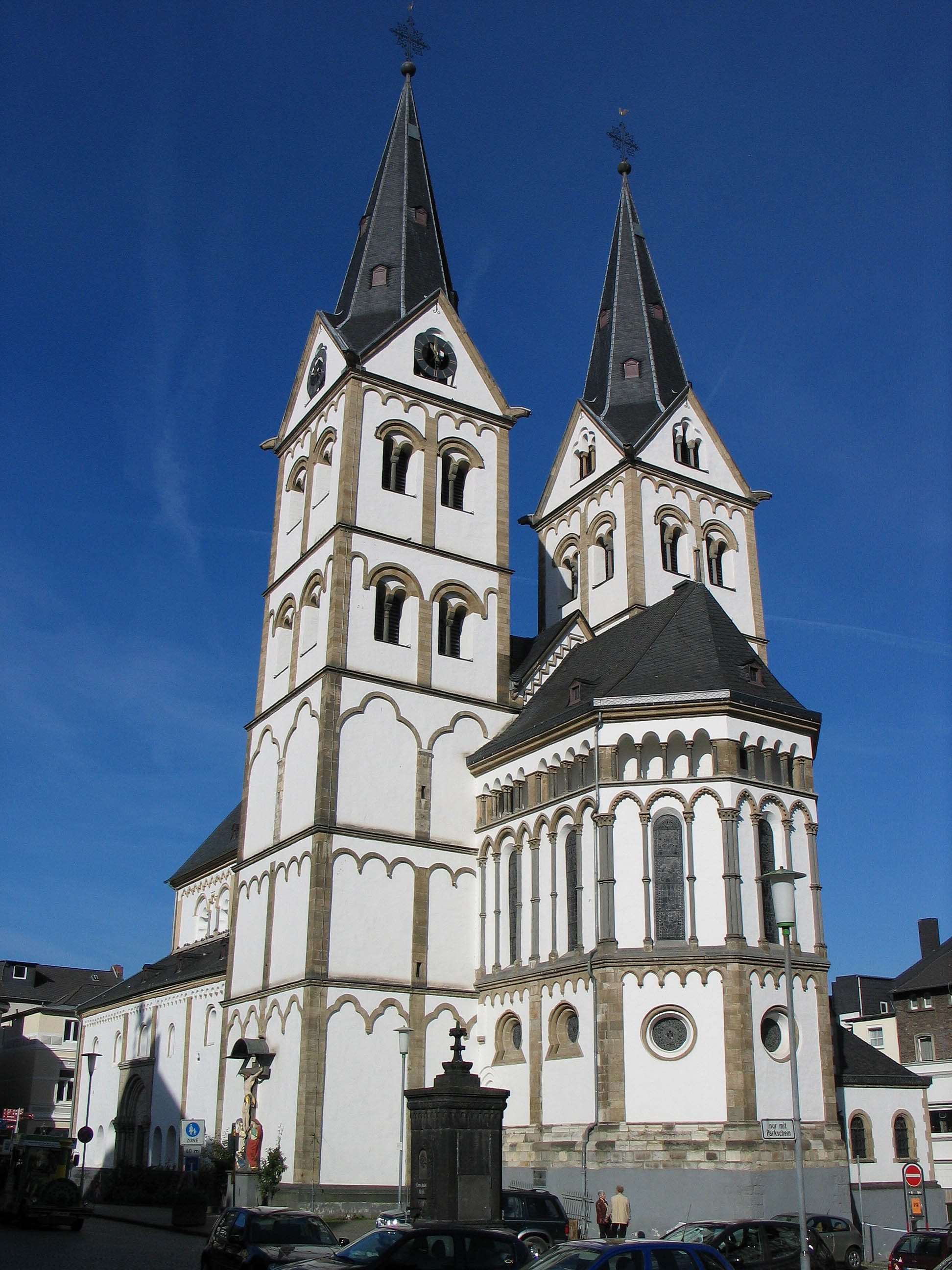
Vue de l'église Saint-Séverin.

- L'église Saint-Séverin, de style roman tardif.
- L'église gothique des carmélites avec sa très belle décoration : stalles (vers 1460) et monuments funéraires de style Renaissance.
- Le prieuré de Hirzenach

## Personnalités nées dans la ville
- Thierry V Bayer de Boppard, évêque de Worms puis évêque de Metz.
- Fritz Strassmann.
- Michael Thonet.
- Alain Tourret.
- Joachim Caesar.
- Severin Roesen (1815-1872), peintre.

## Personnalités mortes dans la ville
- Jeanne de Palatinat-Simmern (1512-1581), abbesse de l'abbaye de Marienberg.
- Antoine Ernst (1796-1841), homme politique belge.
- Boris Skossyreff (1896-1989), roi éphémère d'Andorre.